# へるしーへありーすけありー
『へるしーへありーすけありー』は、Ｏ仮名だモによる日本の4コマ漫画作品。『まんがタイムきららMAX』（芳文社）にて、2023年9月号から2024年1月号にかけて3度のゲスト掲載の後、2024年2月号より連載中。

## あらすじ
「1人の人間を吸血の相手に選び、1年間人間界で生活する」という試験をこなすために人間界にやってきたのぶすまの少女・秦四モギ（ヨモギ）。空を飛びながら理想の吸血相手を探すヨモギだったが、選り好みをしているうちに魔力不足を起こし墜落、偶然通りがかったドブのように不味い血の持ち主・波止場七草を吸血相手に選んでしまう。不味い血を飲みたくないヨモギは味の原因を七草の不健康にあると考え、彼女を健康にするための共同生活を始めるのだった。

## 登場人物
波止場 七草（はとば ななくさ）
熊本市内にある公立大学の芸術学部で日本画を専攻する三年生。女性。大学入学後に始めた一人暮らしで不摂生な生活を送り続け、極度の不健康体となった。創作のスランプ中、気分転換のために大学内を散歩している最中にヨモギと出会い、彼女の吸血相手になると共に自宅アパートで共同生活を送ることになる。

ヨモギ/ 秦 四モギ（はた ヨモギ）
吸血妖怪・のぶすま（野衾）の少女。17歳。「1人の人間だけを吸血の相手に選び、1年間人間界で生活する」という試験をこなすために人間界へやってきた。空を飛びながら吸血相手を探しているうちに魔力不足を起こし墜落。偶然通りがかった七草を吸血の相手に選ぶが、その血が非常に不味かったため、味の改善を図るべく七草のアパートに居を構え、彼女を健康にするための共同生活を始める。火を吹く、空を飛ぶといった能力を持つが、使用する際には吸血で魔力を補充する必要がある。

真理（まり）
七草の友人。日本画専攻の三年生。関西弁の女性。七草からは「マリアンヌ」のニックネームで呼ばれる。重度の愛煙家で、非喫煙時には思い詰めたようにこの世の真理について考え出す一方、喫煙時にはヨモギやエドに対して年長者らしい面倒見も見せる。ニンニクを口にして衰弱したエドに血を与えたことでエドの眷属（吸血相手）となるが、七草と同じく血は非常に不味い。大学入学前に1年間浪人しており、七草らよりも１歳年上。

エド
ヨモギと同様の試験をこなすために人間界にやってきた吸血鬼。フルネームが吹き出しの中に収まらないほど長く、「エド」の通称で呼ばれる。ヨモギの様子を伺いに訪れた真理のアパートでニンニク入りのたこ焼きを口にして悶絶、体調回復のために真理の血を吸い、彼女を眷属とした。

かおる子（かおるこ）
七草の友人。日本画専攻の三年生。女性。かわいらしく落ち着いた外見から（七草、真理と比べると）一見まともそうな印象を与えるが、無類のギャンブル好き。

宇佐美 大和（うさみ やまと）
七草の友人。デザイン専攻の三年生。女性。七草からは「うーたん」のニックネームで呼ばれる。七草とは共に怠惰な生活を送ることで罪悪感を打ち消し合う関係だと考えており、ヨモギの七草健康化計画には否定的な立場をとっている。

波止場 桔梗（はとば ききょう）
七草の妹。17歳。看護学部を目指す高校三年生。姉とは対照的に利発でしっかり者。

秦 麦（はた むぎ）
ヨモギの父。人間。天文学を学んでいた大学時代、森で星を観測していた際にヨモギの母・露と出会い、結婚。現在も露らと共に森の傍に建てた家で暮らしている。

秦 露（はた つゆ）
ヨモギの母。のぶすま。

秦 一葉 / 二葉 / 三ツ葉
ヨモギの姉たち。麦が露に告白した翌日に生まれた三つ子ののぶすま。ヨモギとは異なり純粋な妖怪。

## 書誌情報
- Ｏ仮名だモ『へるしーへありーすけありー』芳文社〈まんがタイムKRコミックス〉、既刊1巻（2024年9月27日現在）
  1. 2024年9月27日発売[1]、ISBN 978-4-8322-9575-9